# Lê Ðức Thọ
Le Duc Tho (en vietnamita: Lê Ðức Thọ, pronunciaciónⓘ; Hà Nam, 14 de octubre de 1911-Hanói, 13 de octubre de 1990) fue un revolucionario, militar y político vietnamita, galardonado junto a Henry Kissinger con Premio Nobel de la Paz en 1973, premio que él se negó a aceptar.

## Biografía

### Juventud
Nació el 14 de octubre de 1911 en la provincia vietnamita de Nam Ha con el nombre de Phan Đình Khải. En 1930 fue uno de los artífices de la fundación del Partido Comunista de Indochina. Por este motivo las fuerzas coloniales francesas lo aprisionaron desde 1930 hasta 1936, y otra vez entre 1939 y 1944. Desde su liberación ayudó al Viet Minh, movimiento vietnamita independentista contra los colonialistas franceses, hasta que los Acuerdos de Ginebra fueron firmados en 1954. A partir de aquel momento lideró el Politburó Lao Dong del Partido de los Trabajos de Vietnam, hoy en día Partido Comunista de Vietnam. Le Duc Tho coordinó la insurrección comunista contra el gobierno del Vietnam del Sur la que comenzó en 1956.

### Acuerdos de Paz de París
La Guerra de Vietnam se desarrolló a partir de 1960 entre guerrilleros nacionalistas y comunistas en Vietnam del Sur con el apoyo activo de Vietnam del Norte. En 1964 los Estados Unidos intervinieron en la guerra, creando el conflicto internacionalmente conocido de hoy en día. Entre 1968 y 1973 se realizaron diversas rondas de negociaciones entre ambas partes en la ciudad de París, en algunas ocasiones a nivel público y otras en privado.
Mientras Xuan Thuy fue el representante de la República Democrática de Vietnam o Vietnam del Norte en las conferencias de París, Le Duc Tho y Henry Kissinger, secretario de estado del Gobierno de los Estados Unidos, arrancaron unas conversaciones secretas en febrero de 1970 que permitieron el alto el fuego en los Acuerdos de París de 27 de enero de 1973. Unos acuerdos en los cuales, aunque la presencia de los EUA en Vietnam del Sur se mantendría, garantizaban unas elecciones democráticas y libres y la futura reunificación de Vietnam.
El día 27 de enero es mundialmente reconocido como la fecha de promulgación de los acuerdos de paz, pero las negociaciones continuaron por necesidad. No obstante, los bombardeos continuaron en 1973 en diversas regiones de Vietnam del Norte, violándose así los acuerdos de paz de París por ambas partes. En junio del mismo año Le Duc Tho y Kissinger se reunieron, nuevamente, en París para firmar un comunicado de ayuda mutua y para poner en práctica la totalidad de los acuerdos previos.
En 1973 el Instituto Nobel concedió a Le Duc Tho y a Henry Kissinger el Premio Nobel de la Paz por los esfuerzos en los acuerdos de paz que pusieron fin a la Guerra de Vietnam. No obstante, Le Duc Tho rechazó el premio argumentando que su país todavía no estaba en paz, pero Kissinger conservó el galardón. Falleció el 13 de octubre de 1990 de cáncer, en la ciudad de Hanói.
- Datos: Q233969
- Multimedia: Lê Đức Thọ / Q233969